# Nader Rahmati
Nader Rahmati (* 18. dubna 1966) je bývalý íránský zápasník, volnostylař. V roce 1994 zvítězil na Asijských hrách a v roce 1995 vybojoval 4. místo na mistrovství světa. V roce 1992 startoval na letních olympijských hrách v Barceloně a v kategorii do 48 kg vypadl ve třetím kole.